# Synoicus
Synoicus — рід куроподібних птахів родини фазанових (Phasianidae). Представники цього роду мешкають в Африці, Азії і Австралазії. Раніше їх відносили до родів Excalfactoria, Anurophasis і Coturnix, однак за результатами молекулярно-філогенетичного дослідження вони були переведені до роду Synoicus.

## Види
Виділяють чотири види:
- Перепілка бура (Synoicus ypsilophorus)
- Перепілка новогвінейська (Synoicus monorthonyx)
- Перепілка китайська (Synoicus chinensis)
- Перепілка африканська (Synoicus adansonii)